# Međunarodna naučna interdisciplinarna konferencija o jogi
Prva naučna međunarodna interdisciplinarna konferencija o jogi u organizaciji Joga Saveza Srbije održana je 2010. godine. Okupila je istraživače iz različitih zemalja i različitih naučnih oblasti: medicine, filozofije, ekonomije, menadžmenta, psihologije, sociologije, psihologije rada, menadžmenta ljudskih resursa, psihoterapije, fizioterapije itd. Prvi put se na najvišem međunarodnom nivou predstavljaju radovi naučnika iz različitih naučnih oblasti sa joga tematikom.
Na Internacionalnoj konferenciji joge (Rim, 2009) od strane predstavnika relevantnih joga institucija iz sveta, pružena je podrška inicijativi prof. dr Predraga Nikića da se organizuje Međunarodna interdisciplinarna naučna konferencija o jogi u Beogradu, konstituiše Međunarodna joga akademija sa sedištem u Beogradu, da se konstituiše Međunarodno društvo za naučna interdisciplinarna istraživanja u oblasti joge sa sedištem u Beogradu, da se krene sa izdavanjem Međunarodnog naučnog časopisa o jogi „Smisao“ i da se pokrene i organizuje Međunarodni festival joge sa sedištem u Beogradu.
Kao gosti prof. dr Predraga Nikića u 2012. godini Srbiju posećuju predstavnici četiri najprestižnija Univerziteta joge: Vivekananda, Patanjđali, Kajavaladama i Sagar. Povod je bilo učestvovanje u radu treće međunarodne naučne konferencije o jogi održanoj u kongresnom centru Sava u Beogradu. Razmatrani su i detalji primene sporazuma o naučno-obrazovnoj saradnji potpisanih u 2011. godini.
Ostvarenje pomenutih inicijativa omogućilo je na najvišem akademskom nivou verifikaciju doprinosa praktikovanja joge, pomogla je popularizaciji joge kao discipline koja oplemenjuje životnu svakodnevicu i sve sfere života. Pored uticaja na lični razvoj, pomogla je i u pronalaženju prepoznatljivog i prihvatljivog mesta za joga instruktore u društvenom okruženju stvarajući preduslove za implementaciju profesije joga instruktora u registar zanimanja.

## Spoljašnje veze
- Međunarodna naučna interdisciplinarna konferencija o jogi
- Međunarodno društvo za naučna interdisciplinarna istraživanja u oblasti joge
- Međunarodna joga akademija
- Joga televizija